# SWIFT
|  | Aquest article tracta sobre societat cooperativa fundada a Bèlgica. Vegeu-ne altres significats a «Swift». |

La SWIFT (acrònim de Society for Worldwide Interbank Financial Telecommunication; en català: Societat per a les Telecomunicacions Financeres Interbancàries Internacionals) és una societat cooperativa amb seu a La Hulpe (Bèlgica) que està al càrrec d'una xarxa internacional de comunicacions financeres amb la qual els bancs i societats financeres d'arreu del món transmeten els missatges concernents a les transaccions financeres.
SWIFT es va fundar a Brussel·les el 1973 recolzada per 239 bancs en 15 països i és regida pel dret belga. Aquesta societat va ajudar a establir un llenguatge en comú per a les transaccions financeres, un sistema de procés de dades compartides i una xarxa de telecomunicacions mundial. Els procediments d'operació fonamentals, regles per a definir responsabilitats, etc. van ser establerts el 1975 i el primer missatge SWIFT es va enviar el 1977. Actualment també comercialitza programari i serveis destinats a més de 8000 institucions financeres de més de 200 països.